# Ossaea parvifolia
Ossaea parvifolia är en tvåhjärtbladig växtart som beskrevs av Brother Alain. Ossaea parvifolia ingår i släktet Ossaea och familjen Melastomataceae. Inga underarter finns listade i Catalogue of Life.